# Festuca georgii
Festuca georgii är en gräsart som beskrevs av Evgenii Borisovich Alexeev. Festuca georgii ingår i släktet svinglar, och familjen gräs. Inga underarter finns listade i Catalogue of Life.